# Joseph Clarke
Pour les articles homonymes, voir Clarke.
Joseph Clarke ou Joe Clarke (né le 3 novembre 1992 à Stoke-on-Trent) est un kayakiste anglais pratiquant le slalom et le Kayak-cross

## Palmarès

### Jeux olympiques
- 2024 à Paris

- 2016 à Rio de Janeiro
  -  Médaille d'or en K1

### Championnats du monde de slalom
- 2022 à Augsbourg
  -  Médaille d'or en K1 extrême
  -  Médaille d'argent en K1 par équipes
- 2018 à Rio de Janeiro
  -  Médaille d'or en K1 par équipes
- 2015 à Londres
  -  Médaille de bronze en K1 par équipes
- 2014 à Deep Creek Lake
  -  Médaille de bronze en K1 par équipes

### Championnats d'Europe de slalom
- 2023 à Cracovie  (dans le cadre des Jeux européens de 2023)
  -  Médaille de bronze en K1
- 2021 à Ivrée
  -  Médaille de bronze en K1 par équipes
  -  Médaille de bronze en K1 extrême
- 2015 à Markkleeberg
  -  Médaille d'argent en K1 par équipes
- 2014 à Vienne
  -  Médaille d'argent en K1 par équipes